# Fernando Plascencia
José Fernando Plascencia Castro (ur. 18 czerwca 1999 w Guadalajarze) – meksykański piłkarz występujący na pozycji defensywnego pomocnika, od 2024 roku zawodnik andorskiego Santa Coloma.